# 1884 aux échecs
| Années des échecs : 1881 - 1882 - 1883 - 1884 - 1885 - 1886 - 1887    |
| Décennies des échecs : 1850 - 1860 - 1870 - 1880 - 1890 - 1900 - 1910 |

Cet article présente les faits marquants de l'année 1884 aux échecs.

## Championnats nationaux
- Empire allemand : Pas de Congrès[1].
- Canada : Francois-Xavier Lambert remporte le championnat[2].
- Écosse : John Crum remporte le premier championnat[3].

## Divers
- Création de la Scottish Chess Association, association à but non lucratif, qui joue le rôle de fédération écossaise des échecs, jusqu'à son remplacement en 2001 par Chess Scotland.

## Naissances
- Erich Cohn
- Benjamin Blumenfeld
- Frederick Yates

## Nécrologie
- En janvier : Samuel Mieses (en)
- 2 janvier : Daniel Harrwitz
- 18 janvier : John Wisker
- 10 juillet : Paul Morphy